# Psicologia processual
A psicologia do processo é um ramo da psicologia psicoterapêutica que foi derivado da filosofia processual como desenvolvida por Alfred North Whitehead. Ela conduz a um nome semelhante à psicologia orientada a processo como desenvolvida por Arnold Mindell e Amy Mindell mas é diferente nas fundamentações teóricas e métodos de tratamento. A psicologia processual teve seu início em uma conferência patrocinada pelo Center for Process Studies em 1998.
David Ray Griffin, um famoso teólogo processual, também tinha sido instrumental ao encorajar o desenvolvimento da psicologia processual. A psicologia processual está intimamente alinhada à teologia processual e seus praticantes frequentemente se referem à preocupações espirituais.
John Buchanan descreveu a psicologia processual como uma psicologia transpessoal provendo uma base emírica para o que tem sido chamado de experiência mística.
Todavia outros teóricos referenciam o pensamento sistêmico e o trabalho de Ludwig von Bertalanffy cujo conceito de um "sistema" é comparado à ideia de "organismo" de Whitehead.
Finalmente, a influência de Carl G. Jung também é referenciada e é considerado estar entre os pais da fundação da disciplina.